# کریستینا گاراوالیا
کریستینا گاراوالیا (ایتالیایی: Cristina Garavaglia؛ ‏ ۷ فوریهٔ ۱۹۶۶) بازیگر و مدل اهل ایتالیا است.
از فیلم‌ها یا مجموعه‌های تلویزیونی که وی در آن‌ها نقش داشته است، می‌توان به بنی هیل شو، درایو این، آرابلا فرشته سیاه، معجزه ایتالیایی، چشم‌چران و دختران بد اشاره نمود.